# Nolanomelissa
Nolanomelissa is een geslacht van vliesvleugelige insecten uit de familie Andrenidae

## Soorten
- N. toroi Rozen, 2003